# Bernhard Salin
 (juin 2022).
Si vous disposez d'ouvrages ou d'articles de référence ou si vous connaissez des sites web de qualité traitant du thème abordé ici, merci de compléter l'article en donnant les références utiles à sa vérifiabilité et en les liant à la section « Notes et références ».
Pour les articles homonymes, voir Salin.
Bernhard Salin est un archéologue suédois né le 14 janvier 1861 à Örebro et mort le 20 octobre 1931 à Stockholm. Il est notamment spécialiste de l'art zoomorphe de la période des grandes invasions.
Il est le directeur du Musée nordique de 1905 à 1913, ainsi que du musée Skansen de 1905 à 1912, avant de prendre la tête de la Direction nationale du patrimoine de 1913 à 1923. Il dirige également le musée historique de Stockholm de 1913 à 1918.

## Biographie
Bernhard Salin est admis sur concours au lycée préparatoire de Nyköping le 28 mai 1880 puis est admis à l’Université d'Uppsala, dont il sort en 1885 licencié en langues scandinaves et en histoire de l’art. Il obtient sa licence de philosophie en 1888, puis soutient sa thèse sur l’esthétique en 1890. Salin est recruté l’année suivante comme assistant au Musée Historique National, et se hisse jusqu’au poste de conservateur-adjoint en 1902. Il est nommé conservateur du Musée nordique l’année suivante, puis directeur de cet établissement en 1905.
Plutôt historien de l’art de formation, Salin s’intéressait à l'archéologie préhistorique : il participa aux fouilles de Siretorp à Blekinge en 1915, puis s’est consacré à l’histoire des cultes anciens, et en particulier à l'essor de la religion nordique ancienne. Reconnu internationalement comme spécialiste de l’art animalier, il effectua de nombreuses excursions dans les années 1890 à travers l'Europe méditerranéenne, dont il tira son principal traité, Altgermanische Thierornamentik (1904), véritable répertoire de l'orfèvrerie germanique de la période des Grandes invasions.